# 서울 학림사 석불좌상
서울 학림사 석불좌상(서울 鶴林寺 石佛坐像)은 서울특별시 노원구에 있는 석불이다. 2006년 5월 11일 서울특별시의 문화재자료 제32호로 지정되었다.

## 개요
학림사 석불좌상은 커다란 두부에 불신이 왜소하며 전체적으로 입체감이 없는 평평한 체구와 얼굴을 보여준다. 머리 위의 육계 부분은 밋밋하고 계주도 평평하게 새겨져 있다. 크고 네모난 얼굴에는 이목구비가 얕게 새겨졌고 입은 가늘게 홈을 파듯이 음각되어 있으며 얼굴 양쪽에 붙어있는 표현된 귀가 짧다. 양어깨는 좁고 둥글며 대의를 통견식으로 입었다. 옷소매 밖으로 나온 양손은 배에 붙어있는데 작고 어색하게 조각되어 있다. 결가부좌한 다리 부분은 얕고 손상되었다. 조선시대의 토속화된 석불조각의 모습을 잘 보여주는 예로서 조선 말기에 제작된 것으로 추정된다. 조선시대 석불의 토속성을 잘 보여주는 작품이므로 시 문화재자료로 지정하여 보존하는 것이 필요하다.

## 참고 자료
- 학림사석불좌상 - 국가유산청 국가유산포털